# Micrurus baliocoryphus
Espèce
Synonymes
- Elaps baliocoryphus Cope, 1862
- Micrurus frontalis mesopotamicus
Barrio & Miranda, 1967

Micrurus baliocoryphus est une espèce de serpents de la famille des Elapidae.

## Répartition
Cette espèce se rencontre :
- au Brésil au Santa Catarina ;
- en Argentine dans les provinces de Corrientes, d'Entre Rios et de Misiones.

## Description
Cette espèce est venimeuse.

## Publication originale
- Cope, 1862 : Catalogues of the Reptiles Obtained during the Explorations of the Parana, Paraguay, Vermejo and Uraguay Rivers, by Capt. Thos. J. Page, U. S. N.; And of Those Procured by Lieut. N. Michler, U. S. Top. Eng., Commander of the Expedition Conducting the Survey of the Atrato River. Proceedings of the Academy of Natural Sciences of Philadelphia, vol. 14, p. 346-359 (texte intégral).